# Ottó Foky
Ottó Foky (* 15. Juni 1927 in Sárhida; † 3. September 2012 in Budapest) war ein ungarischer Graphiker, Filmpuppengestalter und Trickfilmregisseur.

## Leben
Nach einer pädagogischen Ausbildung arbeitete Foky zunächst als Kunstlehrer. In seinem Unterricht spielte die Illustration und Erstellung von Bildergeschichten eine große Rolle. Danach begann er ein Studium an der Magyar Iparművészeti Főiskola, heute Moholy-Nagy Művészeti Egyetem in Budapest, das er 1956 mit dem Diplom in den Bereichen Puppentrickfilm und Bühnenbild abschloss.
Von 1956 bis 1962 war er im Pannónia Stúdió tätig. Dort arbeitete er mit dem Trickfilmregisseur István Imre zusammen. Anfang der 1960er Jahre nahm er an mehreren ungarischen Kunstausstellungen in Prag, Belgrad und Stockholm teil. Seit 1962 war er als Trickfilmregisseur tätig. In den 1970er und 1980er Jahren produzierte er zahlreiche Trickfilmserien für das Ungarische Fernsehen. Es handelte sich dabei hauptsächlich um Märchen-, Kinder- und Werbefilme. Dabei entstanden klassische Figuren wie A legkisebb ugrifüles, Mirr-Murr, Misi Mókus oder Tévé Maci. Die Filme von Foky waren auf vielen europäischen Filmfestivals zu sehen.
In den 1990er Jahren ging Foky in den Ruhestand, arbeitete jedoch weiterhin mit seiner Ehefrau Emmi zusammen als Illustrator von Märchenbüchern.
Seine Arbeiten wurden mit mehr als zwanzig Preisen ausgezeichnet.

## Filmografie (Auswahl)
- Babfilm

Fernsehserien
- 1976–1977: A legkisebb ugrifüles
- A kiscsacsi kalandjai
- Egy világhírű vadász emlékiratai
- Makk Marci
- Makk Marci mesél
- Mirr-Murr, a kandúr
- Misi Mókus kalandjai
- Varjúdombi mesék

## Auszeichnungen
- Mihály-Munkácsy-Preis, 1964
- Béla-Balázs-Preis, 1970
- A Magyar Köztársaság Érdemes Művésze díj, 1977
- A Magyar Köztársaság Kiváló Művésze díj, 1982